# Michelle Johnson
Michelle Johnson (Anchorage, 9 de septiembre de 1965) es una actriz estadounidense, reconocida por su papel de Jennifer Lyons en la película cómica de 1984 Blame It on Rio. Otros de sus créditos en cine incluyen Death Becomes Her y Glimmer Man. Apareció además en series de televisión como Murder She Wrote, The Outer Limits y Werewolf.

## Filmografía

### Cine y televisión
| Año         | Título                                            | Papel                        | Notas       |
| ----------- | ------------------------------------------------- | ---------------------------- | ----------- |
| 1984        | Blame It on Rio                                   | Jennifer Lyons               |             |
| 1986        | Gung Ho                                           | Heather DiStefano            |             |
| 1987        | Charles in Charge                                 | Joyce                        |             |
| 1987        | Beaks: The Movie                                  | Vanessa Cartwright           |             |
| 1987        | Werewolf                                          | Kelly Nichols                | 1 episodio  |
| 1988        | Slipping Into Darkness                            | Carlyle                      |             |
| 1988        | Waxwork                                           | China Webster                |             |
| 1989        | The Jigsaw Murders                                | Kathy DaVonzo                |             |
| 1990        | Wishful Thinking                                  | Diane                        |             |
| 1991        | Blood Ties                                        | Celia                        |             |
| 1991        | Driving Me Crazy                                  | Ricki                        |             |
| 1991        | Tales from the Crypt: Split Second                | Liz                          |             |
| 1992        | A Woman Scorned: The Betty Broderick Story        | Linda Kolkena Broderick      |             |
| 1992        | Death Becomes Her                                 | Anna                         |             |
| 1992        | Dr. Giggles                                       | Tamara                       |             |
| 1992        | Far and Away                                      | Grace                        |             |
| 1992        | Her Final Fury: Betty Broderick, the Last Chapter | Linda Kolkena Broderick      |             |
| 1992        | Street Wars                                       | Tina                         |             |
| 1992 & 1993 | Murder She Wrote                                  |                              | 2 episodios |
| 1993        | Body Shot                                         | Danielle Wild/Chelsea Savage |             |
| 1994        | Incident at Deception Ridge                       | Natalie Harris               |             |
| 1994        | Menendez: A Killing in Beverly Hills              | Lisa                         |             |
| 1995        | Illicit Dreams                                    | Melinda Ryan                 |             |
| 1995        | The Donor                                         | Lucy Flynn                   |             |
| 1995        | When the Bullet Hits the Bone                     | Lisa                         |             |
| 1996        | The Glimmer Man                                   | Jessica Cole                 |             |
| 1996        | Specimen                                          | Sarah                        |             |
| 1996        | The Outer Limits                                  | Ady Sutton                   | 1 episodio  |
| 1997        | Inner Action                                      |                              |             |
| 1997        | Moving Target                                     | Casey                        |             |
| 1998        | Dallas: War of the Ewings                         | Jennifer Jantzen             |             |
| 1999        | Revenge                                           | Vicky Mayerson               |             |
| 2004        | Mickey                                            | Patty                        |             |